# Stade Ciro-Vigorito
 (juillet 2019).
Si vous disposez d'ouvrages ou d'articles de référence ou si vous connaissez des sites web de qualité traitant du thème abordé ici, merci de compléter l'article en donnant les références utiles à sa vérifiabilité et en les liant à la section « Notes et références ».
Le stade Ciro-Vigorito (en italien, stadio Ciro Vigorito) est un stade de football situé à Bénévent, en Italie.
Inauguré le 9 septembre 1979 avec le nom de stadio Santa Colomba, il s’agit en termes de capacité du plus grand stade de la ville et du 3e plus grand en région Campanie après le stade San Paolo et le stade Arigis. Depuis le 2 novembre 2010, il porte le nom de Ciro Vigorito, un dirigeant sportif de Bénévent.
Les matches à domicile du Bénévent Calcio s’y déroulent.